# Botterie d'équitation
La botterie d’équitation est une spécialité artisanale consistant à fabriquer des bottes d’équitation sur mesure. Il s’agit d’un savoir-faire qui disparait, le nombre de botteries d’équitation en Europe restant étant faible. L’une d’elles se trouve encore à Saumur, en Maine-et-Loire, ville connue pour son Cadre noir et sa pratique de l’équitation de tradition française, patrimoine inscrit à l’UNESCO.
Le savoir-faire de la botterie d’équitation a été inscrit en 2010 à l’Inventaire du patrimoine culturel immatériel en France.

## Historique
L’apparition de la chaussure remonte à la Préhistoire. En attestent des peintures rupestres espagnoles de 15 000 à 12 000 ans av. J.-C. Si la date de création de l’artisanat de la chaussure demeure inconnue, vers 2000 av. J.-C. en Égypte, les fabricants de chaussures jouissaient d’un statut particulier. L’industrialisation de la fabrication n’arriva qu’au XIXe siècle. Jusqu’à cette date, les chaussures étaient faites à la main, ce qui a permis de développer des savoir-faire et des techniques particulières et sans cesse améliorées. C’est à cette époque que le nom de « bottier » fut généralisé pour désigner un fabricant de bottes et de chaussures de luxe. La loi du 14 mai 1948 fixe par ailleurs leur statut dans son article 4: «l’appellation bottier est exclusivement réservée à ceux dont l’activité principale est de confectionner et de vendre des chaussures sur mesure».